# Campeonato Paraguayo de Fútbol 1950
El Campeonato Paraguayo de Fútbol de 1950 fue la cuadragésima edición del principal torneo de fútbol de Paraguay.
El campeón del torneo fue el Club Cerro Porteño quienes obtuvieron su décimo campeonato en la primera categoría.

## Desarrollo
|  | Campeón.    |
|  | Descendido. |

| Equipo                    |
| ------------------------- |
| Club Cerro Porteño        |
| Club Libertad             |
| Club Guaraní              |
| Club Sol de América       |
| Club Olimpia              |
| Club Sportivo San Lorenzo |
| Club Nacional             |
| Club River Plate          |
| Club Presidente Hayes     |
| Sportivo Luqueño          |
| Atlántida Sports Club     |

| Bandera de Paraguay        |
| Campeón Club Cerro Porteño |
| Décimo título              |